# 市原バスターミナル
座標: 北緯35度30分07秒 東経140度05分20秒 / 北緯35.501991度 東経140.089026度
市原バスターミナル（いちはらバスターミナル）は、千葉県市原市村上にあるバスターミナル。

## 概要
館山自動車道市原インターチェンジの近くにある。2007年に高速バスへのパークアンドライドを目的に設置されたもので、バスに乗り換えて羽田空港・成田空港・新宿・横浜方面に移動することが出来る。
施設としてバス乗降場、駐車場（有料）、待合室、トイレを有している。

## バス路線
停留所の正式名称は「市原駐車場」となっており、下記の路線が発着している。
| 乗り場 | 路線名                  | 行先       | 運行会社              |
| ------ | ----------------------- | ---------- | --------------------- |
| 1番線  | 蘇我 - 五井－羽田空港線 | 羽田空港   | 小湊鉄道 京浜急行バス |
| 2番線  | 五井 - 横浜線           | 横浜駅     | 小湊鉄道 京浜急行バス |
| 2番線  | 木更津 - 成田空港線     | 成田空港   | 小湊鉄道              |
| 3番線  | 五井 - 新宿線           | バスタ新宿 | 小湊鉄道              |

## 駐車場
- 料金　1日500円（30分無料）
- 営業時間　5:00 - 23:30
- 駐車台数　401台（身障害者用5台）

## 歴史
- 2007年7月12日 供用開始。